# Vallone delle Barre
Il Vallone delle Barre è un torrente che scorre nel paese di Serino, in Campania.
Con i suoi 2 km di lunghezza, nascendo dal Monte Pergola, alimenta le acque del fiume Sabato.
Ha un bacino idrografico molto piccolo, che comporta seri danni a causa delle inondazioni che si verificano durante le stagioni più piovose.

## Torrente Ferrarese
Il torrente Ferrarese è un piccolo torrente, affluente del Vallone delle Barre; lungo 1 km, scorre nelle valli di Serino, nella frazione di Ferrari. Sorge dal colle San Gaetano.